# Slaveni
Slaveni su najbrojnija etnička i jezična skupina naroda u Europi. Govore slavenske jezike i uglavnom nastanjuju istok kontinenta, ali rasprostranjeni su i u Aziji sve do Tihog oceana. Pojam »Slaven« je opširan i ne podrazumijeva pripadnost niti religiji niti naciji, nego opisuje etničko podrijetlo (ali ne i gensko). Prvi prodori Slavena u Europu bili su pljačkaškog karaktera. Postoje i 3 skupine Slavena: istočni, zapadni i južni Slaveni

## Etno-kulturna podjela
Slaveni se obično dijele na sljedeće podskupine:
- Istočni Slaveni:
  - Rusi
    - Starovjerci (Lipovski Rusi, Lipovjani)

  - Ukrajinci
    - Bukovci

  - Rusini (Ruteni)[1]
    - Lemki
    - Bojki
    - Huculi

  - Bjelorusi
  - Polješčuci (između Ukrajinaca i Bjelorusa)
- Zapadni Slaveni:
  - Kašubi
  - Slovinci
  - Poljaci
    - Mazuri
    - Šlezi
    - Kočevjaci
    - Borovjaci
    - Varmijaci

  - Česi
    - Moravci

  - Slovaci
  - Lužički Srbi (Sorbi)
- Južni Slaveni:
  - Bugari
    - Pomaci

  - Makedonci
    - Mijaci
      - Torbeši
      - Mijaci koji su primili islam

  - Hrvati (stara hrvatska plemena: Bašča, Banjani, Draganići, Draginići, Konjuh)
    - Bunjevci
    - gradišćanski Hrvati: Haci, Poljanci, Dolinci, Štoji, Vlahi.
    - Janjevci. Podrijetlom od dubrovačkih trgovaca.
    - Krašovani (Karašani, Karaševski Hrvati). U Rumunjskoj.
    - moliški Hrvati
    - Šokci

  - Bošnjaci
  - Srbi
  - Goranci
  - Crnogorci
  - Slovenci
    - Kranjci

## Pitanje podrijetla Slavena
U pitanju slavenske pradomovine postoje dvije velike teorije: 
1. autohtona teorija tvrdi da su Slaveni živjeli sjeverno od Karpata od 1000. godine prije Krista.
2. alohtona teorija tvrdi da su Slaveni došli na to područje u 5. ili 6. stoljeću poslije Krista.

Njemačka i razne slavenske nacije koristile su obje teorije za političku propagandu, pa je nastala opća zbrka. Neki znanstvenici (npr. Kazimierz Godlowski i Zdenek Vana) smatraju da su obje teorije apsurdne i tvrde da su se Slaveni pojavili kao posebno pleme negdje u vrijeme Krista. Jedna teorija tvrdi da su postojala dva vala Slavena, Praslaveni (Veneti) i Slaveni, koji su se pomiješali i stvorili današnje Slavene. Ta teorija barem pokuašva riješiti vrlo složena pitanja koja proizlaze iz arheoloških nalaza u slavenskim područjima. Ukratko, nije sigurno gdje su Slaveni živjeli prije seobe na zapad. Prvi povijesni spomen Slavena smješta ih u područje močvara rijeke Pripjat (Poleška), ali znatan broj slavenskih riječi ima indoarijske oblike koji ukazuju na zajednički prajezik slavena.
Nedavno se javila suprotna teorija, koja tvrdi da su Slaveni autohtoni još od vremena prije ledenog doba. Prema toj teoriji, Germani i Romani (Vlasi) nastali su zbog jezičnih promjena nakon osvajanja. Ta se teorija zasniva na genetici i teoriji razvitka ljudi u više centara, za razliku od ideje »svi iz Afrike«, te tvrdi da je slavenska pradomovina uključivala područja koja Tacit navodi kao Germaniju. Uostalom, Tacit je pisao da je pojam »Germanija« u smislu domovine Germana nastao relativno nedavno (u 1. stoljeću).
Dodatnu zbrku unosi činjenica da su neki slavenski narodi nastali zbog potpune asimilacije drevnih neslavenskih naroda. Tako se korijeni današnjih Bugara mogu naći u Srednjoj Aziji. Tu spadaju i mitovi o iranskom porijeklu Hrvata i vandalskom porijeklu Poljaka.

## Podrijetlo imena
Slaveni se u prvim povijesnim zapisima javljaju kao Veneti ili Vendi, ali njihova veza s Vendima koje spominju Tacit, Ptolemej i Plinije ostaje nejasna, pa je sličnost između ta dva imena možda slučajna. 
Raspravlja se i o vezi između Lužika i Slavena. Neki istraživači povezuju Lužike sa Slavenima, drugi s Germanima, a treći tvrde da su Lužici bili miješano pleme ili savez plemena različitih naroda. Lužici su imali keltske elemente, a spominju se i kao dio Vandala u Magna Germania, koja je pokrivala današnju Šlesku (nazvanu po Silingi-Vandalima). Grad Legnica (Liegnitz) u Šleskoj možda vuče korijen iz imena Lužika. 
Kasniji pisci bilježili su Slavene kao Sklaveni, Skloveni i Anti. Jordanes navodi da se Veneti dijele na tri skupine: Venete, Ante i Sklavene. Tradicionalno se ime »Veneti« počelo vezati uz Zapadne Slavene, »Sklaveni« uz Južne Slavene, a "Anti" uz Istočne Slavene.  
Čak i porijeklo riječi »Slaven« nije sigurno. Očito postoji sličnost s riječju »slovo« pa možda »Slaveni« (Slovjani) znači »oni koji znaju govoriti«, za razliku od »Nijemci« [od »něm«, »nijem«, »oni koji ne znaju govoriti« (a na sličan su način Grci skovali riječ »barbari«)]. Druga očita veza je riječ »slava«, koja ima zajednički korijen sa »slovo« – kad je netko slavan, o njemu se širi glas. 
U nekim slavenskim jezicima naziv za Slavene ima korijen slov-, na primjer u slovenskom Slovani ili srpskom Sloveni, a u drugima slav-, kao u ruskom (Slavjane) ili hrvatskom. Prema nekim teorijama korijen slav- nastao je zbog ruskog akanja (prelaženja nenaglašenog »o« u »a«). Moguće je također da se radi o danas nepoznatom toponimu (sufiks -jane karakterističan je za toponime), vjerojatno rijeci ili drugoj vodenoj površini čije je ime prešlo na narod koji je živio u okolici.
Engleska riječ »slave« (rob) vuče korijen iz »Slaven«, jer su u ranom srednjem vijeku Slaveni često bili robovi.

## Slaveni u seobi naroda
Slaveni se javljaju u povijesti kad se za Germanima i Keltima kreću na zapad u 5. i 6. stoljeću, vjerojatno pod pritiskom naroda iz Sibira i Istočne Europe (Huni, Avari, Protobugari i Mađari). Tada su Slaveni naselili područje između Odre i Labe na sjeveru, zatim Češku, Moravsku, velik dio današnje Austrije, Panoniju i Balkan, te kod gornjeg toka rijeke Dnjepar.

## Slaveni nakon seobe
Kad su se smjestili, Slaveni su uspostavili prve oblike država, kojima su upravljali knezovi s riznicom i vojskom, kao i prve klasne podjele, s plemićima koji su pristajali uz Franke i Sveto Rimsko Carstvo. 
Karantanija, koja je pokrivala današnju Austriju i Sloveniju, bila je prva slavenska država, a stare države su i Samova država, Nitra i Moravska. U tom razdoblju su postojale i države središnjih Slavena, kao što je Koceljeva država i Severjani, ali širenje Mađara i Rumunja, kao i germanizacija Austrije razdvojili su sjeverne od južnih Slavena. U starijoj povijesti nije bilo nikakvog jedinstva slavenskih naroda, iako je povremeno bilo suradnje.

## Panslavenstvo
S obzirom na to da su Slaveni pokrivali golemo i raznoliko područje, pojavilo se nekoliko središta koja su radila na jedinstvu Slavena. U 19. stoljeću se pojavio pokret panslavenstva među intelektualcima, znanstvenicima i književnicima, ali rijetko je utjecao na praktičnu politiku, osim na Balkanu. Zagreb je bio vrlo jak centar te ideologije, pa se u njemu razvila klica onoga što će kasnije postati Jugoslavija. Nakon raspada Jugoslavije i SSSR-a krajem 1980-ih, mogućnost udruživanja Slavena manja je nego ikad prije.

## Antislavenstvo
U prvoj polovici 20. stoljeća, nacisti su forsirali ideju rasa i tvrdili da je germanska rasa nadređena slavenskoj, koja je trebala služiti kao roblje u Trećem Reichu.
Korijeni ovakvih zamisli se nalaze, među ostalim, u Bismarckovim izjavama o Slavenima.
Međutim, nacističke su se ideje ugasile s porazom Nacističke Njemačke u Drugom svjetskom ratu.

## Vjera
Vjerski se Slaveni tradicionalno dijele na dvije glavne skupine: 
1. pravoslavni – Rusi, Ukrajinci, Bjelorusi, Srbi, Bugari, Makedonci, Rusini i Crnogorci
2. katolički – Poljaci, Slovaci, Hrvati, Slovenci, Česi i Gornjolužičani u Saskoj.

Postoje i Slaveni muslimani (Bošnjaci, Goranci, Pomaci i Torbeši).
Protestanti su Lužički Srbi, tj. Donjolužičani u današnjem Brandenburgu. Naravno, u stvarnosti postoje katoličke, pravoslavne, protestantske i muslimanske manjine u svim tim zemljama. Također treba zabilježiti da je protestanstvo i u pojedinim slavenskim državama igralo ulogu reformacije – ponajviše u zemljama kojima su vladali Nijemci. Jan Hus u Češkoj i Primož Trubar u Sloveniji bili su protestanti te iako nisu uspjeli u svojoj misiji, njihova primjena domaćih jezika založila je osnovu za očuvanje i razvoj tih jezika usprkos preobladanju latinskoga i njemačkoga u najvažnijim sferama života.

## Pismo
Slaveni pišu latinicom i ćirilicom. Islamizirani Slaveni su rabili i arabicu.
Rimokatolička crkva u Hrvata je njegovala i uporabu uglate glagoljice i arvatice (hrv. ćirilica, poljičica, bosančica…). 

## Slavenske države danas
Današnje slavenske države (s više od 50 % slavenskog stanovništva) su:
- istočnoslavenske:
  -  Bjelorusija
  -  Rusija
  -  Ukrajina
- južnoslavenske:
  -  Bosna i Hercegovina
  -  Bugarska
  -  Crna Gora
  -  Hrvatska
  -  Sjeverna Makedonija
  -  Slovenija
  -  Srbija
- zapadnoslavenske:
  -  Češka
  -  Poljska
  -  Slovačka.

## Vanjske poveznice
|  | Zajednički poslužitelj ima još gradiva o temi Slaveni |
|  | Wikizvor ima izvorni tekst Slaveni u davnini          |